# Kabard-Balkár Autonóm Szovjet Szocialista Köztársaság
A Kabard–Balkár Autonóm Szovjet Szocialista Köztársaság az Oroszországi SZSZSZK autonóm köztársasága volt a Szovjetunióban. Eredetileg a Hegyvidéki Autonóm Szovjet Szocialista Köztársaság része volt, ahonnan azonban hamarosan kivált autonóm területként, majd 1936. december 5-én (az új, "sztálini" szovjet alkotmány elfogadásával) autonóm köztársaság lett. 1991. január 30-án a Kabard-Balkár ASZSZK kormánya állami szuverenitást jelentett be. Ma az Oroszországi Föderáció köztársasága Kabard–Balkár Köztársaság néven.
A Csecsen–Ingus Autonóm Szovjet Szocialista Köztársasághoz hasonlóan a Kabard–Balkár ASZSZK-nak is két úgynevezett tituláris nemzetisége volt: hivatalos nyelve az orosz mellett a kabard és a balkár volt.

## Története
Mind az Orosz, mind az Oszmán Birodalom is a 17. és 19. század között a térségben harcoltak, miután alatt a régió orosz irányítás alá került. Az októberi forradalom után a régió a polgárháború idején, 1921-ben csatlakozott a Hegyvidéki Autonóm Szovjet Szocialista Köztársasághoz. 1922-ben a Hegyvidéki ASZSZK-ból kivált a Kabard–Balkár autonóm terület, majd 1936. december 5-én átnevezték Kabard–Balkár Autonóm Szovjet Szocialista Köztársasággá.
1943-ban Sztálin azzal vádolta meg a balkárokat, hogy együttműködnek a náci Németországgal. A legtöbb balkárt Közép-Ázsiába deportálták, ahonnan csak az 50-es évek végén térhettek haza. Sztálin utasítására a Baksan-völgyet a Grúz SZSZK-hoz csatolták. A "Balkár" nevet kivették a hivatalos megnevezésből, így 1943 és 1957 között az állam hivatalos megnevezése Kabard ASZSZK volt.

## Földrajz
A Kabard–Balkár Autonóm Szovjet Szocialista Köztársaság az Észak-Kaukázusban feküdt. Területe 12 500 négyzetkilométer volt.

### Folyók
A fő folyók közé tartozott a Terek folyó (623 km), a Malka folyó (216 km), a Baksan folyó (173 km), az Urukh folyó (104 km) és a Cherek folyó (76 km).

### Tavak
A teljes területét kizárólag vízgyűjtők fedik le. Több mint 100 tó található a határok mentén, bár egyiküknek sem igen nagy a felszíni kiterjedése. A tavak többsége a hegyekben helyezkedik el, melyeket jeges folyamatok táplálnak. A síkságon fekvő tavak közé tartozik a Tambukan-tó.

### Hegyek
Az Elbrusz (5642 m) a Kaukázus legmagasabb (és egyben vulkanikus) hegye.
Egyéb magas hegyek közé tartozik a Dykhtau-hegy (5402 m), a Koshkhatau-hegy (5151 m) és a Shkhara hegy (5068 m).

### Természeti erőforrások
A faanyag mellett a Kabard–Balkár ASZSZK egyik legfontosabb iparága a bányászat volt, főként vasat, molibdént, aranyat, szenet, volfrámot és ólmot termeltek ki. A régióban nagy mennyiségű ásványvíz található a földfelszín alatt.

## Fordítás
Ez a szócikk részben vagy egészben  a   Kabardino-Balkar Autonomous Soviet Socialist Republic című angol Wikipédia-szócikk ezen változatának fordításán alapul.  Az eredeti cikk szerkesztőit annak laptörténete sorolja fel. Ez a jelzés csupán a megfogalmazás eredetét és a szerzői jogokat jelzi, nem szolgál a cikkben szereplő információk forrásmegjelöléseként.